# NGC 7505
NGC 7505 је спирална галаксија у сазвежђу Пегаз која се налази на NGC листи објеката дубоког неба.
Деклинација објекта је + 13° 37' 53" а ректасцензија 23h 11m 0,7s. Привидна величина (магнитуда) објекта NGC 7505 износи 14,5 а фотографска магнитуда 15,3. NGC 7505 је још познат и под ознакама CGCG 431-9, PGC 70636.